# Villers-Saint-Sépulcre
Villers-Saint-Sépulcre är en kommun i departementet Oise i regionen Hauts-de-France i norra Frankrike. Kommunen ligger i kantonen Noailles som tillhör arrondissementet Beauvais. År 2022 hade Villers-Saint-Sépulcre 981 invånare.

## Befolkningsutveckling
Antalet invånare i kommunen Villers-Saint-Sépulcre
| Referens: INSEE |